# Aéroport international Mariscal Sucre
L'Aéroport international Mariscal Sucre (code IATA : UIO • code OACI : SEQM), souvent appelé aéroport de Tababela, est l'aéroport international qui dessert la ville de Quito en Équateur depuis le 19 février 2013, date à laquelle il a remplacé l'ancien aéroport international de la ville. Contrairement à l'ancien aéroport qui était situé dans la ville, le nouvel aéroport est situé 18 km à l'est de la ville, dans la paroisse de Tababela. Il tient son nom de Antonio José de Sucre, un dirigeant indépendantiste sud-américain et personnage-clef de l'indépendance de l'Équateur.

## Situation
| \| 100 km1:8 036 000 \|Seymour San Cristóbal Cuenca Esmeraldas Guayaquil Latacunga-Cotopaxi Manta Salinas Machala/Santa Rosa Tulcán Quito Coca Lago Agrio Loja Macas |
| 100 km1:8 036 000 |

## Statistiques
Pour des raisons techniques, il est temporairement impossible d'afficher le graphique qui aurait dû être présenté ici.

Voir la requête brute et les sources sur Wikidata.

## Compagnies et destinations passagers
| Compagnies          | Destinations |
| ------------------- | --- |
| Aeroméxico          | Mexico-B. Juárez |
| Aeroregional        | - Coca F.-de-Orellana, - Cuenca-M. Lamar, - Loja, - Machala/Santa Rosa, - Manta-E. Alfaro, - Balboa, Panama                                                                     |
| Air Europa          | Madrid-Barajas |
| American Airlines   | Miami |
| Arajet              | Saint-Domingue Las Américas |
| Avianca             | Bogota-El Dorado |
| Avianca Costa Rica  | Buenos Aires-Ezeiza, San José-J. Santamaría |
| Avianca Ecuador     | - Seymour, - Bogota-El Dorado, - Cuenca-M. Lamar, - Guayaquil-J. J.-Olmedo, - Manta-E. Alfaro, - Medellín-J. M. Córdova, - New York-John F. Kennedy, - Orlando, - San Cristóbal |
| Avianca El Salvador | San Salvador-M. O. A. Romero y Galdámez |
| Conviasa            | Caracas-Maiquetía |
| Copa Airlines       | Panama-Tocumen |
| Delta Air Lines     | Atlanta H.-Jackson |
| Iberia              | Madrid-Barajas |
| JetBlue             | Fort Lauderdale-Hollywood |
| JetSmart Perú       | Lima-J. Chávez |
| KLM                 | Amsterdam |
| LATAM Ecuador       | - Bogota-El Dorado, - Coca F.-de-Orellana, - Cuenca-M. Lamar, - Guayaquil-J. J.-Olmedo, - Manta-E. Alfaro, - Miami, - San Cristóbal                                             |
| LATAM Pérú          | Lima-J. Chávez |
| United Airlines     | Houston-George Bush |
| Wingo               | Bogota-El Dorado |

Édité le 28/04/2019  Actualisé le 7/01/2024